# Ritratto di Andrea Odoni
Il Ritratto di Andrea Odoni è un dipinto a olio su tela (104x116,6 cm) di Lorenzo Lotto, datato 1527 e conservato nella Royal Collection di Buckingham Palace. È firmato "Laurentius Lotus / 1527".

## Storia
L'opera è nota fin dall'antico. Nel 1532 Marcantonio Michiel la segnalò nella collezione di Andrea Odoni, mercante lombardo residente a Venezia, permettendone poi il riconoscimento in epoca moderna. La vide anche Vasari e nel 1660 entrò nelle collezioni reali inglesi, acquistata sulla piazza di Amsterdam. In passato venne attribuita anche a Tiziano e a Correggio.
Lo stile è tipico del soggiorno veneziano dell'artista, con toni più densi e pastosi, una gamma cromatica addolcita ed effetti atmosferici che sfocano i contorni.
Il quadro costituisce anche la più antica rappresentazione di un uomo accanto a elementi della propria collezione artistica, tale da figurare come una primissima attestazione pittorica di un interesse o di un intento di raccolta museale nella storia del Rinascimento.

## Descrizione e stile
Il formato orizzontale era già stato utilizzato dall'artista per ritratti di coniugi e in questo caso è sperimentato anche per un ritratto singolo, del gentiluomo tra la propria collezione di marmi antichi. Indicato spesso come opera-simbolo dell'umanista nel suo studiolo, il Ritratto di Andrea Odoni pare che però non mostri pezzi realmente presenti nelle collezioni del ricco mercante e politico veneziano, a parte la testa di Adriano in primo piano a destra. L'insieme deve quindi essere legato a significati simbolici, che alludono alla natura e alle virtù dell'effigiato. 
L'uomo è mostrato seduto presso un tavolino, indossa un robone, una ricca veste bordata di pelliccia;  tiene in mano una statuetta, forse immagine di una Diana Efesina, protendendola verso lo spettatore mentre la mano sinistra è portata al petto, con enfasi sentimentale tipica delle opere di Lotto. Sul tavolo si trova un libretto, con lacci, e alcune medaglie.